# Leptocentrus lobayensis
Leptocentrus lobayensis är en insektsart som beskrevs av Boulard 1969. Leptocentrus lobayensis ingår i släktet Leptocentrus och familjen hornstritar. Inga underarter finns listade i Catalogue of Life.